# پانتانال
پانتانال (انگلیسی: Pantanal) نام یک منطقه طبیعی است که بزرگ‌ترین پهنه تالاب گرمسیری دنیا به‌شمار می‌رود. بخش عمده این تالاب در ایالت ماتوگروسو جنوبی برزیل قرار گرفته است ولی تا ماتو گروسو و بخش‌هایی از بولیوی و پاراگوئه نیز گسترش دارد. تالاب پانتانال پهنه‌ای به مساحت تقریبی ۱۴۰٬۰۰۰ تا ۱۹۵٬۰۰۰ کیلومتر مربع را می‌پوشاند. در این تالاب اکوسیستمهای گوناگونی با ویژگی‌های آب‌شناسی، زمین‌شناسی و بوم‌شناسی مشخص وجود دارد.
حدود ۸۰ درصد از دشت‌های سیلابی پانتانال در فصل‌های بارانی به زیر آب می‌رود که باعث تغذیه مجموعه گیاهان آبزی و تنوع زیستی و گونه‌های زیاگان این منطقه می‌شود.

## پوشش گیاهی

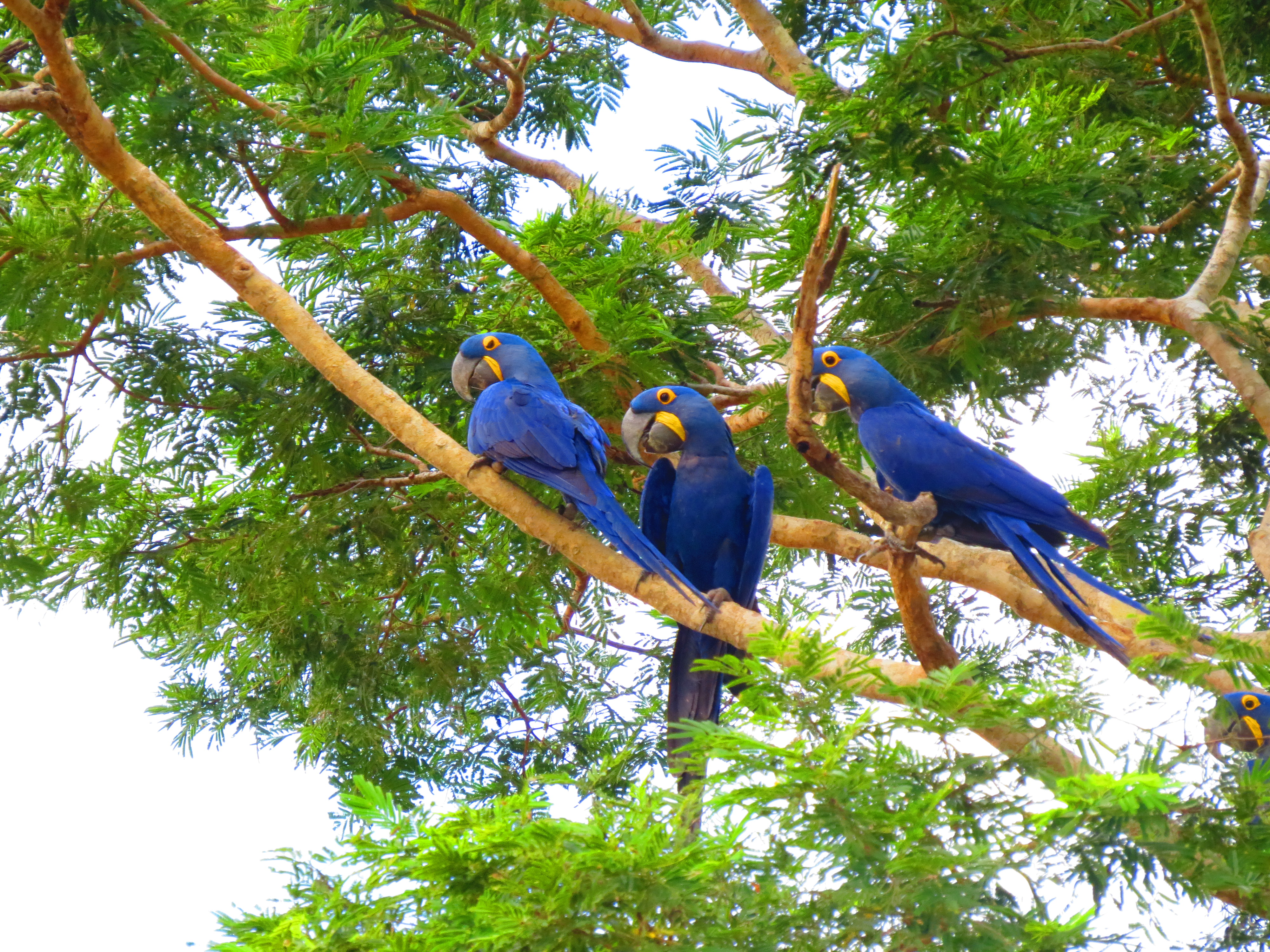
پرندگان تالاب پانتانال برزیل با پوشش گیاهی متنوع و زیبا

پوشش گیاهی پانتانال، که اغلب به عنوان «مجموعه پانتانال» شناخته می‌شود، ترکیبی از مجموعه گیاهی است که نمونه‌ای از انواع مناطق زیست‌بومی اطراف است: این گیاهان شامل گیاهان جنگل‌های بارانی استوایی آمازون، گیاهان جنگلی نیمه‌خشک، نمونه‌ای از شمال شرقی برزیل، سرادو ساوانای برزیلی است. گیاهان و گیاهان ساوانای چاکو در بولیوی و پاراگوئه. جنگل‌ها معمولاً در ارتفاعات بالاتر منطقه رخ می‌دهند، در حالی که علفزارها مناطق پرآب فصلی را پوشش می‌دهند. عوامل کلیدی محدودکننده رشد، طغیان و مهم‌تر از آن، تنش آب در طول فصل خشک است.
به گفته امبراپا، تقریباً ۲۰۰۰ گیاه مختلف در بیوم پانتانال شناسایی شده و بر اساس پتانسیل آنها طبقه‌بندی شده است، که برخی از آنها خواص دارویی قابل توجهی دارند.

## مناطق محافظت شده

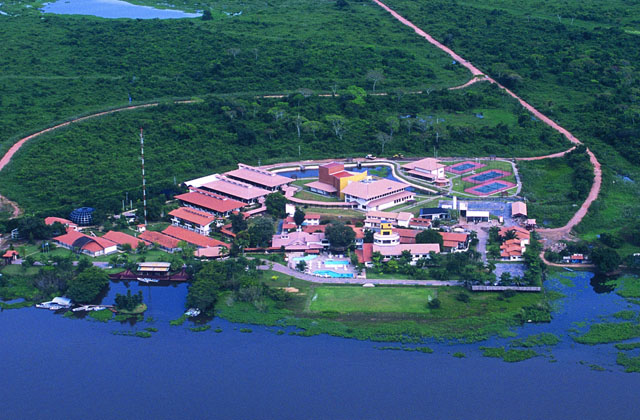
عکس هوایی از هتل SESC پورتو سرکادو در اقامتگاه بوم‌شناختی

بخشی از پانتانال در برزیل به عنوان پارک ملی پانتانال ماتوگروسنس محافظت می‌شود. این پارک ۱۳۵۰ کیلومتر مربعی (۵۲۰ مایل مربع) که در سپتامبر ۱۹۸۱ تأسیس شد، در شهرداری پوکونه در ایالت ماتو گروسو، بین دهانه‌های بایا د سائو مارکوس و رودخانه‌های گوروپی واقع شده است. این پارک بر اساس کنوانسیون رامسر در ۲۴ می ۱۹۹۳ به عنوان سایت اهمیت بین‌المللی رامسر تعیین شد.
ذخیره‌گاه میراث طبیعی خصوصی SESC Pantanal (Reserva Particular do Patrimonio Natural SESC Pantanal) یک ذخیره‌گاه خصوصی در برزیل است که در سال ۱۹۹۸ تأسیس شد و وسعت آن ۸۷۸٫۷ کیلومتر مربع (۳۳۹٫۳ مایل مربع) است. این شهر در بخش شمال شرقی، معروف به پانتانال «پوکونه»، نه چندان دور از پارک ملی پانتانال واقع شده است. این منطقه ترکیبی از رودخانه‌های دائمی، نهرهای فصلی، دریاچه‌های آب شیرین دائمی و فصلی دشت سیلابی، تالاب‌های تحت سلطه بوته‌ها و جنگل‌های پرآب فصلی است که همگی به حفاظت از طبیعت اختصاص داده شده‌اند و طبق کنوانسیون رامسر به عنوان سایت اهمیت بین‌المللی رامسر تعیین شده است.
پارک ملی Otuquis و منطقه طبیعی مدیریت یکپارچه یک پارک ملی بولیوی در پانتانال است. ورودی پارک ملی Otuquis از طریق شهر Puerto Suarez است.

## نگارخانه

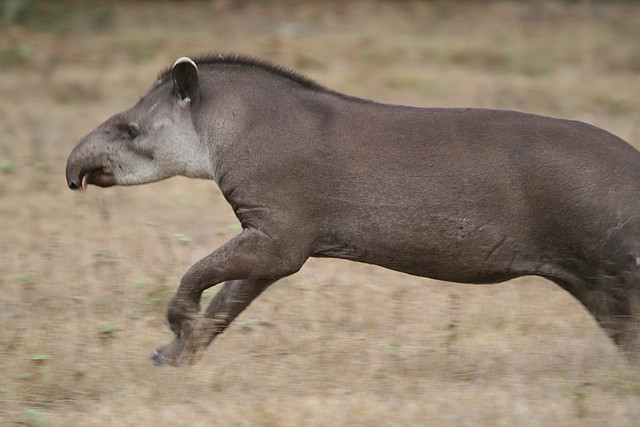
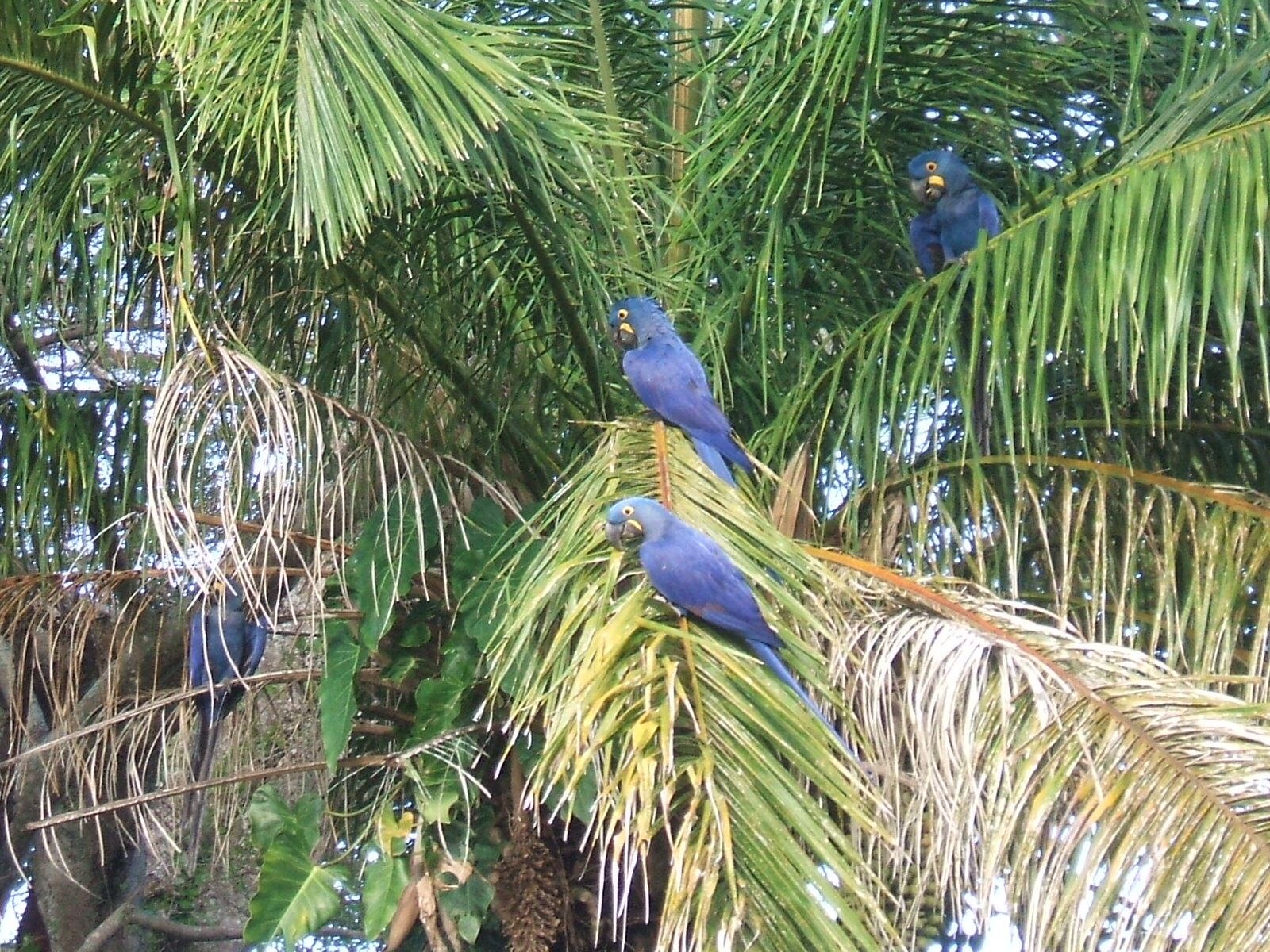
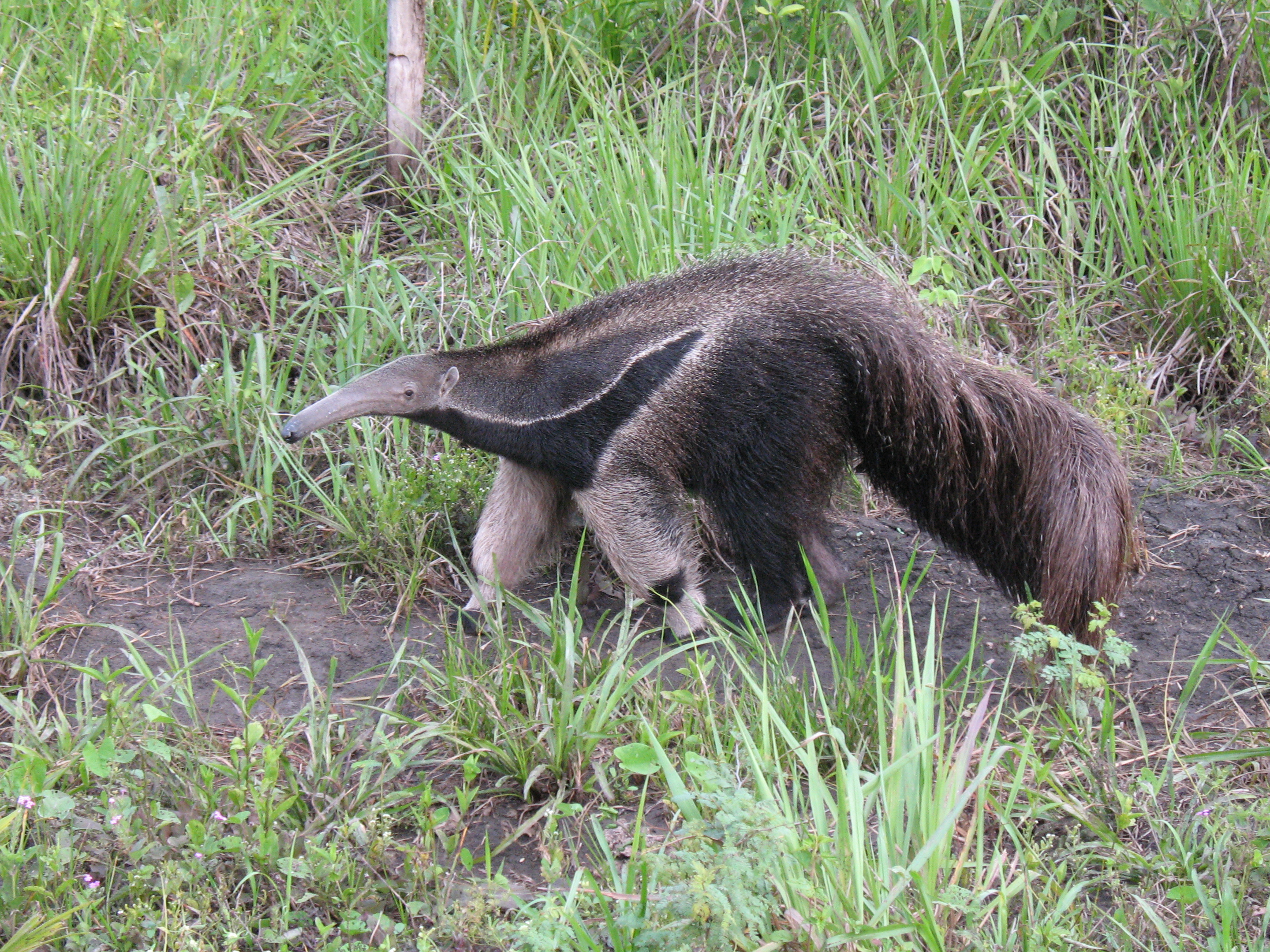
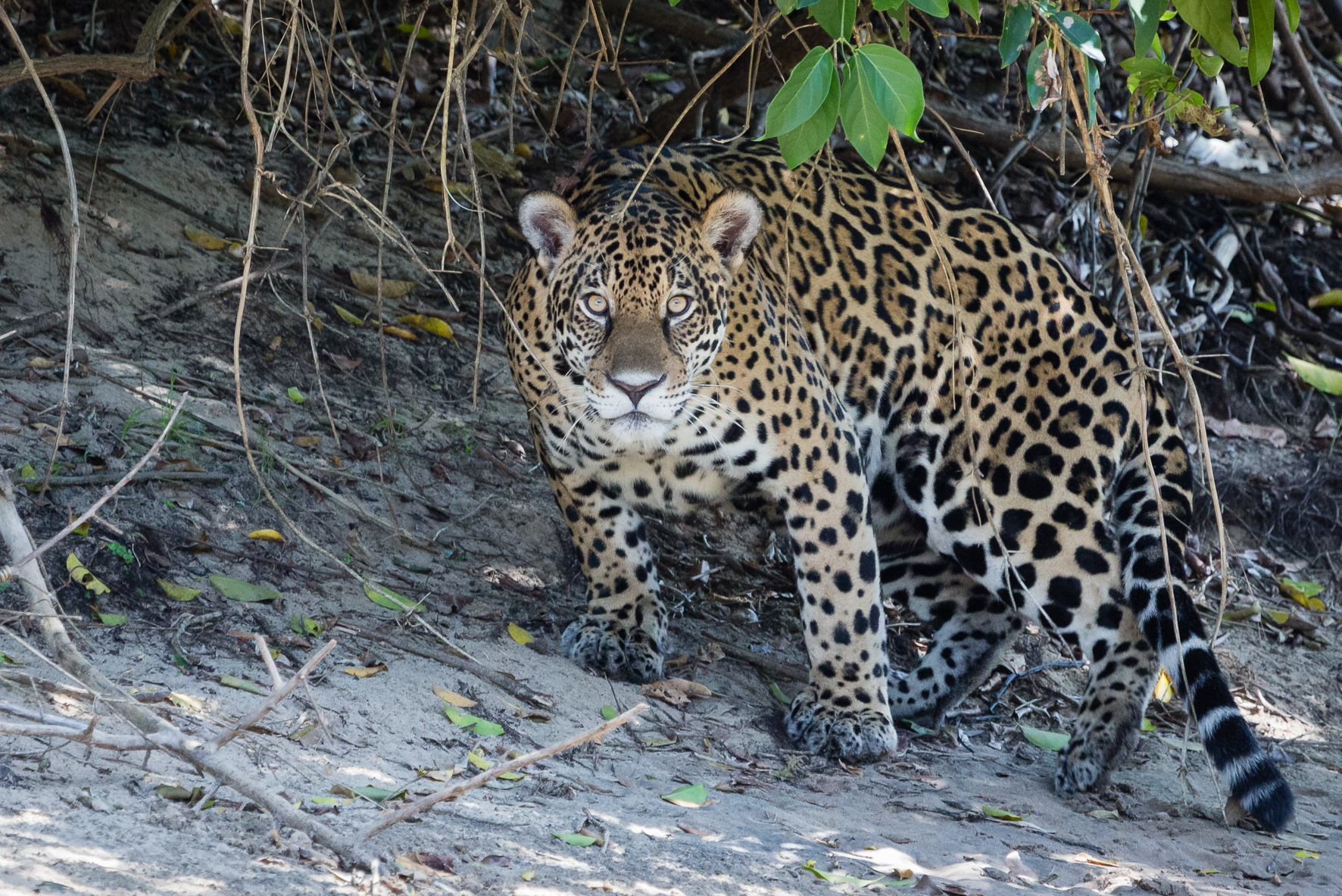
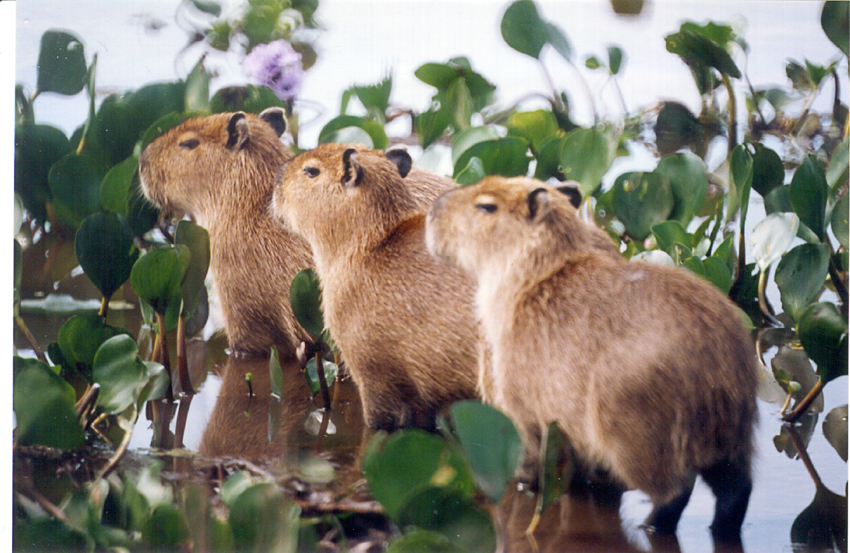
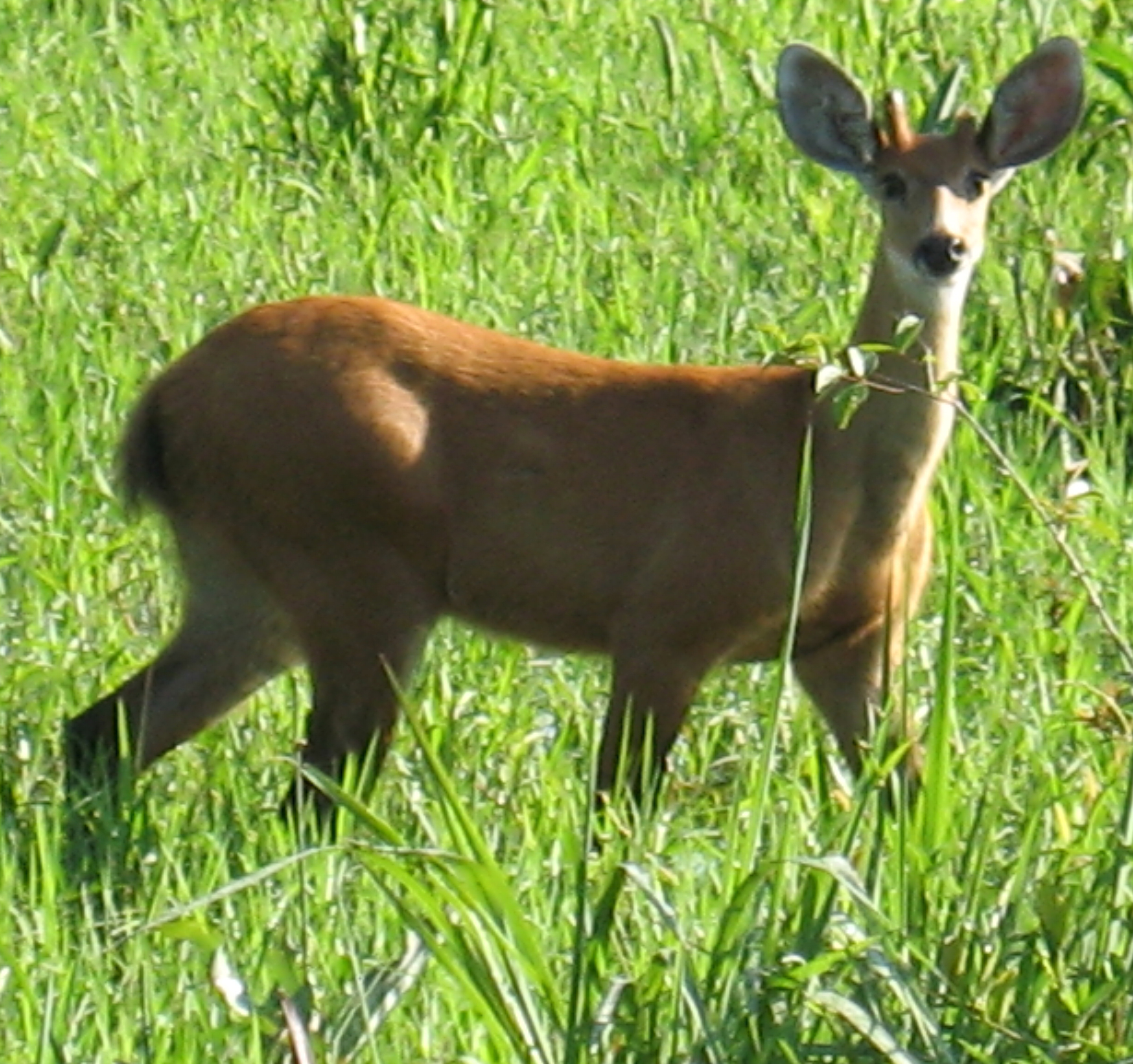
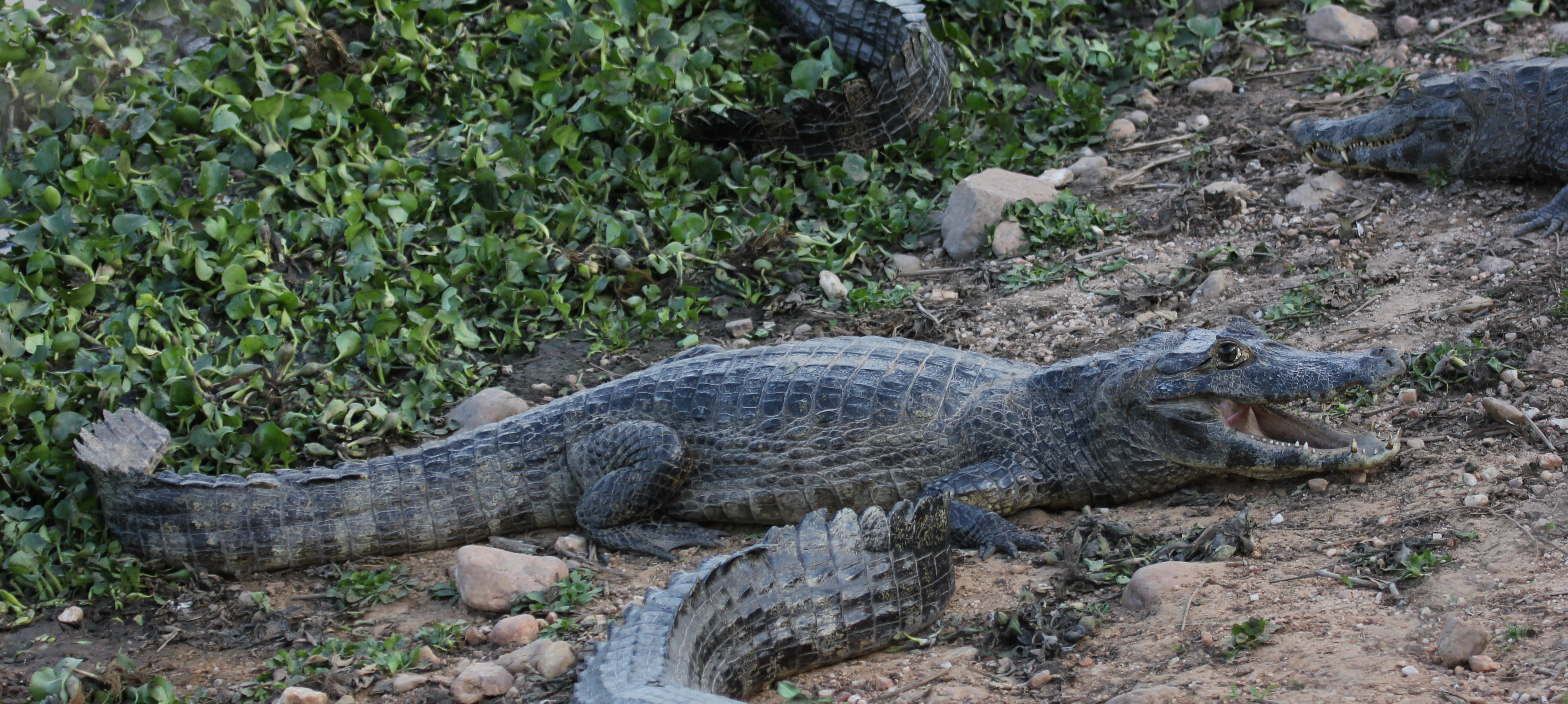
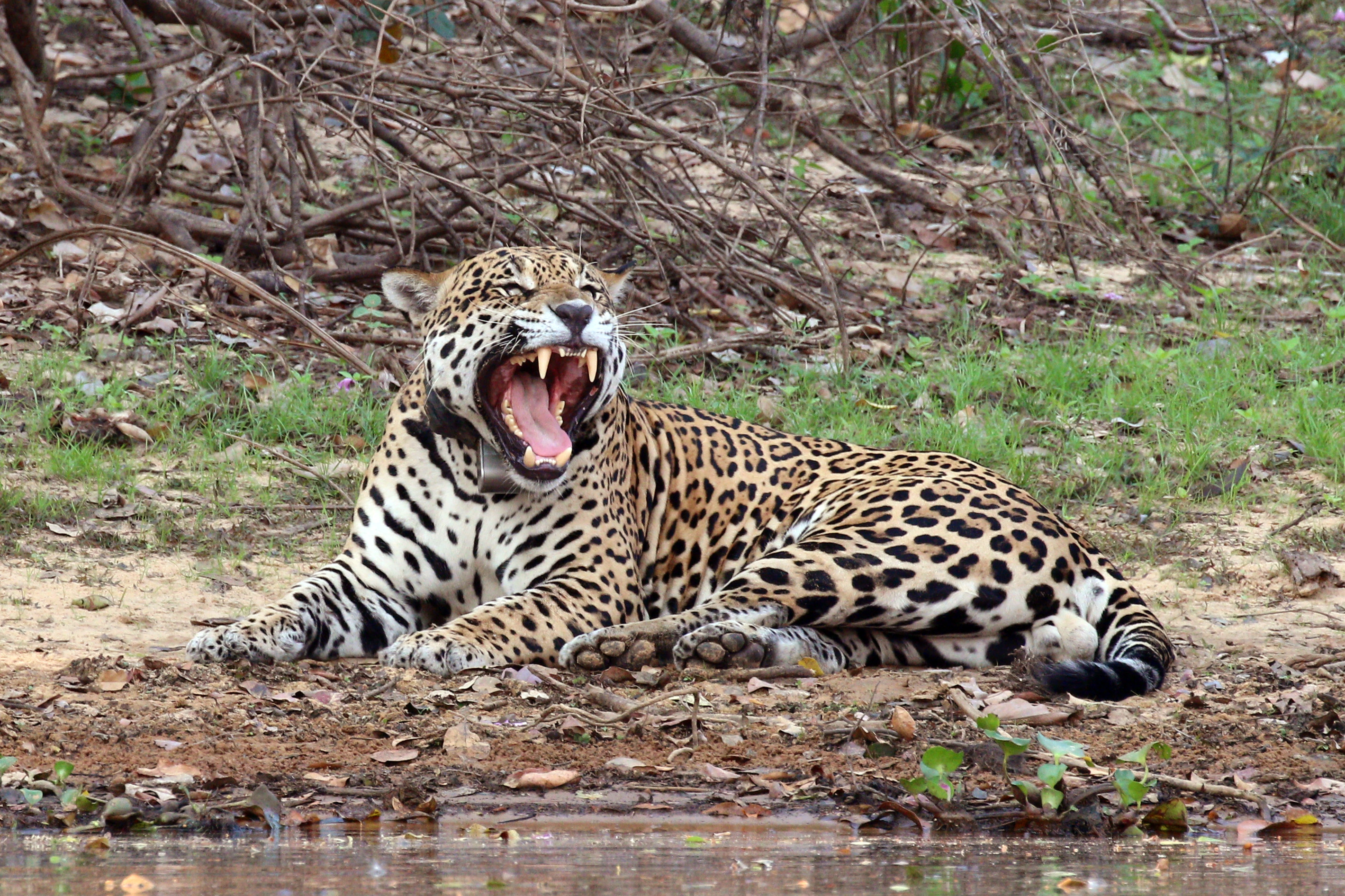
نگاره‌ای از یک جگوار نر در حین خمیازه‌کشیدن در کنارهٔ آب در تالاب پانتانال
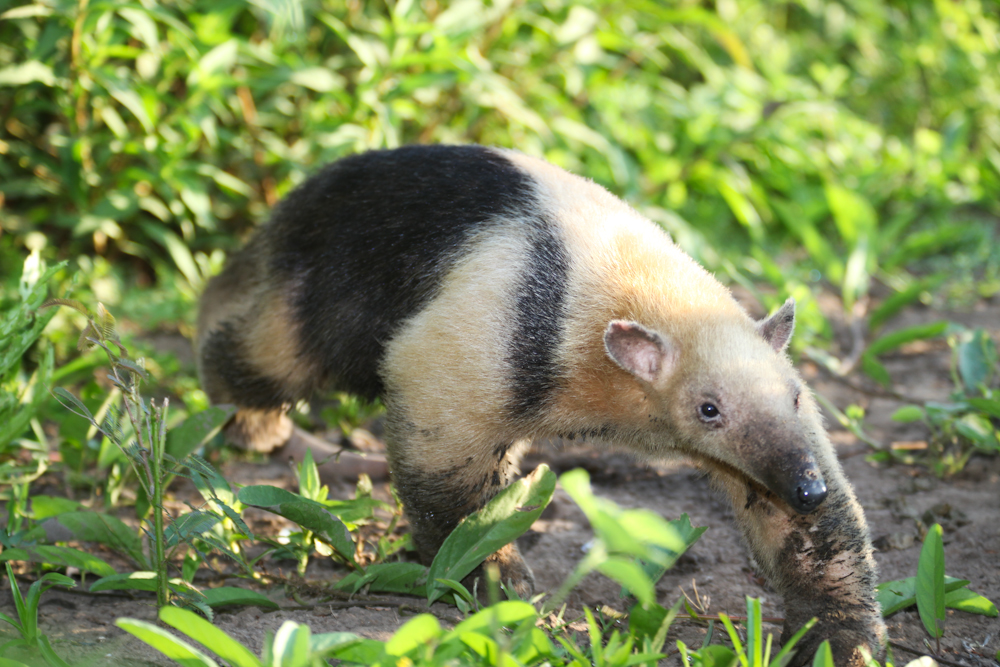
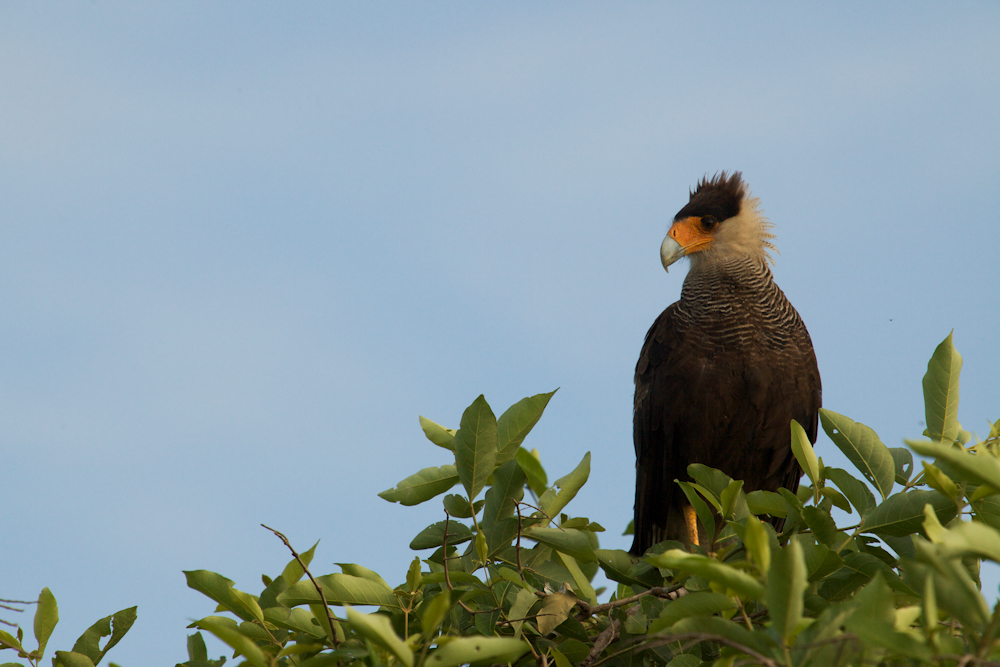
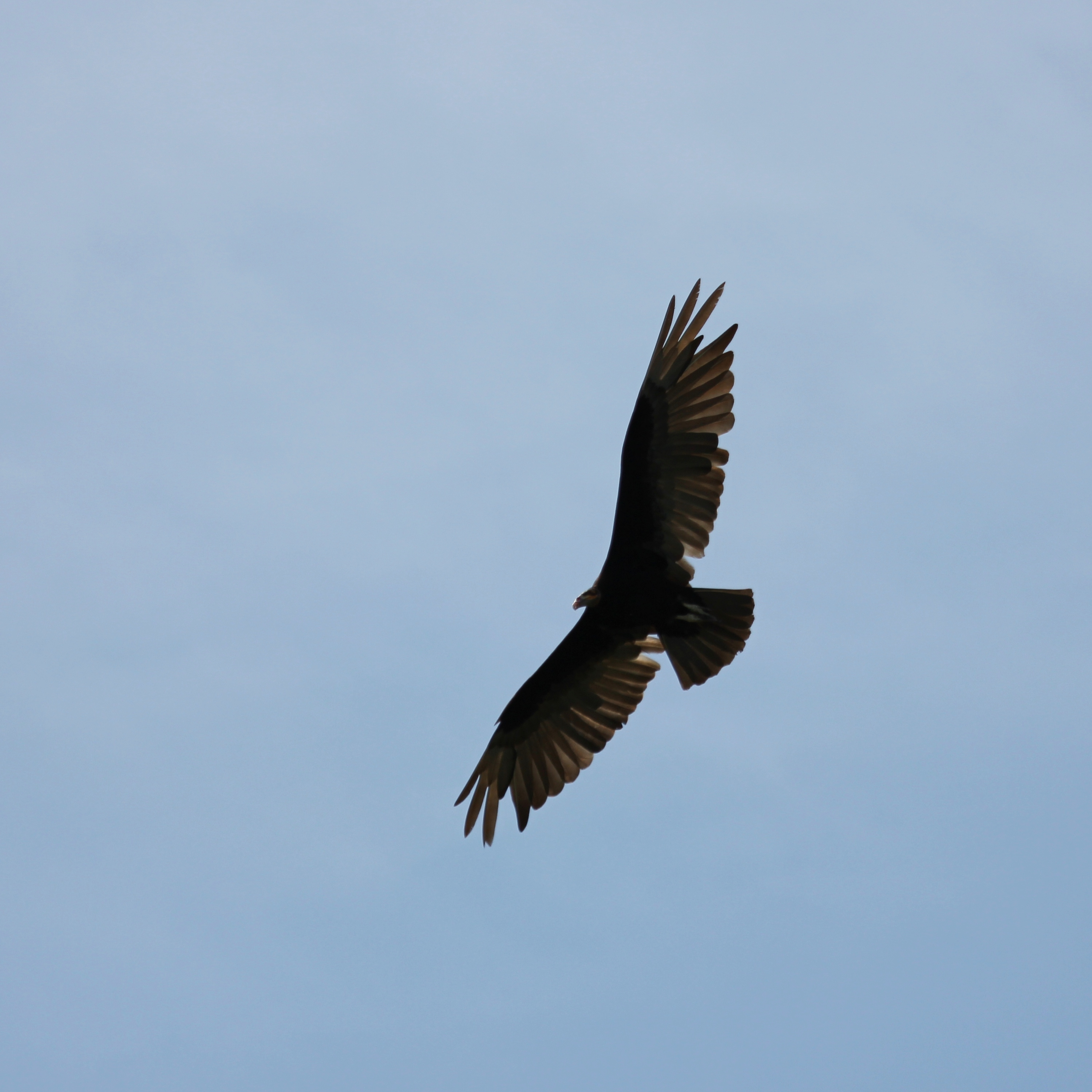
کرکس سرزرد کوچک
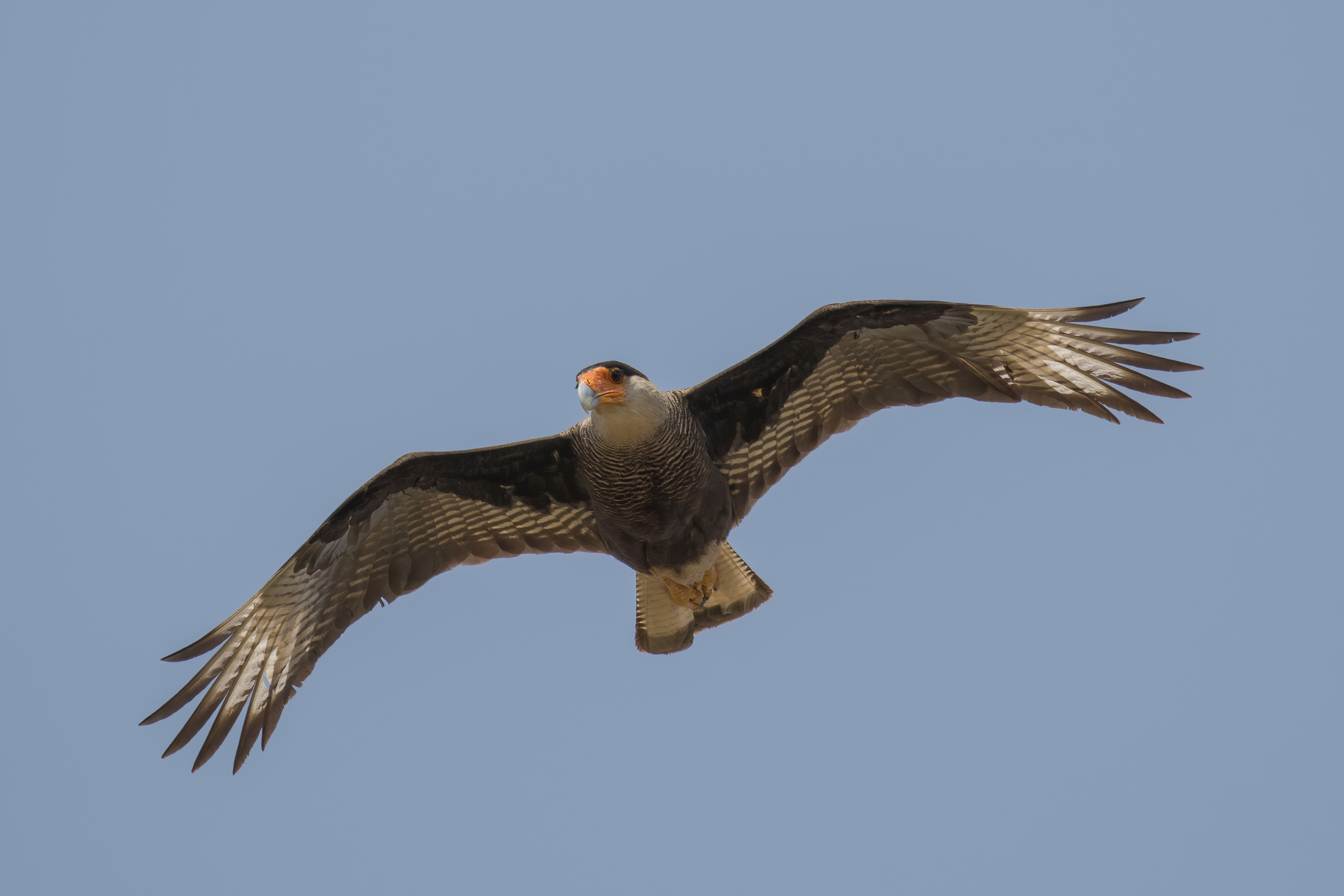
نگاره‌ای از یک کاراکارای تاجدار جنوبی در حین پرواز بر روی  تالاب پانتانال